# In de sneeuw gegijzeld
In de sneeuw gegijzeld is de Nederlandse titel van het vijfde stripverhaal van Aymone. Het is het vervolg op het vorige verhaal Wolven op het werelddak, en het verhaal wordt vervolgd in het laatste deel De winter van de lange mars. De reeks is geschreven door Jean-Marie Brouyère en getekend door striptekenaar Renaud. Het verhaal verscheen voor het eerst in 1977 in het stripblad Robbedoes nr. 2031 t/m nr. 2046 van uitgeverij Dupuis, en in het Franstalige equivalent Spirou. Het verhaal is tot op heden niet in albumvorm verschenen.

## Verhaal
In Lhasa is een opstand uitgebroken. Aymone is de gevangene van een Amerikaans commando, een groepje van vier Amerikanen die Tibet proberen te ontvluchten via de Himalaya. De Amerikanen hebben de opdracht om Aymone uit te leveren aan de Amerikaanse regering vanwege haar vermeende kennis van een bom. Ze zijn op weg naar de grens met Nepal. Maar alle wegen naar Nepal zijn verspert. Ze zijn nu op 300 km. van Lhasa vlak bij de plek waar de Brahmaputra ontspringt. Aymone loopt volgzaam mee, maar ze voelt zich een complete buitenstaander in een vijandige wereld. Als in een visioen ziet ze haar vriend Karik weer voor zich en hoort ze zijn stem toen hij afscheid van haar nam.
Het groepje is nu op weg naar het klooster van Dobtra, het laatste contactpunt van het commando. Daar willen ze radiografisch om transport vragen om de grens over te komen. Gouverneur Guring, de lokale machthebber van Tibet, wil Aymone weer in handen zien te krijgen. Een van zijn verkenningsvliegtuigen heeft hen ontdekt. Aymone heeft daar niets van gemerkt en loopt onverstoorbaar verder. Bob waarschuwt haar en zegt dat ze zich moet verbergen. Dat weigert ze want ze heeft genoeg van alle ellende. Dan slaat Bob haar neer. Intussen wordt Lhasa omsingeld door troepen die Guring tot overgave willen dwingen. Lhasa staat op het punt om zich over te geven. Ook Khapierdorje, de bevelhebber van de Khamba's is op zoek naar het Amerikaanse commando groepje.
Intussen hebben de Amerikanen Aymone weer bijgebracht. Ze vinden onderdak in een Chorten, een Tibetaans monument. Hier kunnen ze even uitrusten. Aymone valt in slaap en droomt. Ze praat in haar slaap. Haar woorden doen haar metgezellen verstomd staan van verbazing. Ze horen haar praten over beelden uit het diepst van haar geheugen, van Guadeloupe in de 16e eeuw. Plotseling wordt de rust verbroken en ze horen voetstappen vlak bij de hut. Het is Khapierdorje en een groepje Khamba's. Zij zijn vrienden van het groepje Amerikanen. Maar zodra Khapierdorje van de Amerikanen hoort dat Aymone de vrouw is die de Amerikaanse regering beslist wil hebben, vanwege haar vermeende kennis, besluit ze om Aymone als gijzelaar te gebruiken om militaire steun af te dwingen. Want ze wil Tibet uit de Chinese invloedssfeer halen. Haar doel is om Tibet te heroveren. De Amerikanen moeten hun wapens afgeven. Ze zijn nu de gevangenen van Khapierdorje. Aymone beklaagt zichzelf om haar lot en om de moeilijke situatie waarin haar armband haar heeft geplaatst. De Amerikanen geloven haar verhaal dat ze uit de 16e eeuw komt natuurlijk niet en verklaren haar voor gek. Aymone haat de tijd waarin ze terecht is gekomen en verlangt wanhopig terug naar de tijd waar ze vandaan komt, een onbereikbaar verleden.
Inmiddels heeft gouverneur Guring aan commissaris Su onthult dat Aymone met de Amerikanen is ontsnapt. Hij beweert dat Aymone kennis heeft over de werking van een raadselachtige bom die in de Vallei van Towang tot ontploffing is gekomen. Commissaris Su denkt nu dat Aymone zeer belangrijke kennis in haar bezit heeft en ze wil nu ook proberen om Aymone in handen te krijgen. Veertig zwaarbewapende parachutisten worden ingezet om het commandogroepje met Aymone te pakken te krijgen, en commissaris Su is een van hen.